# Borrissol del melic

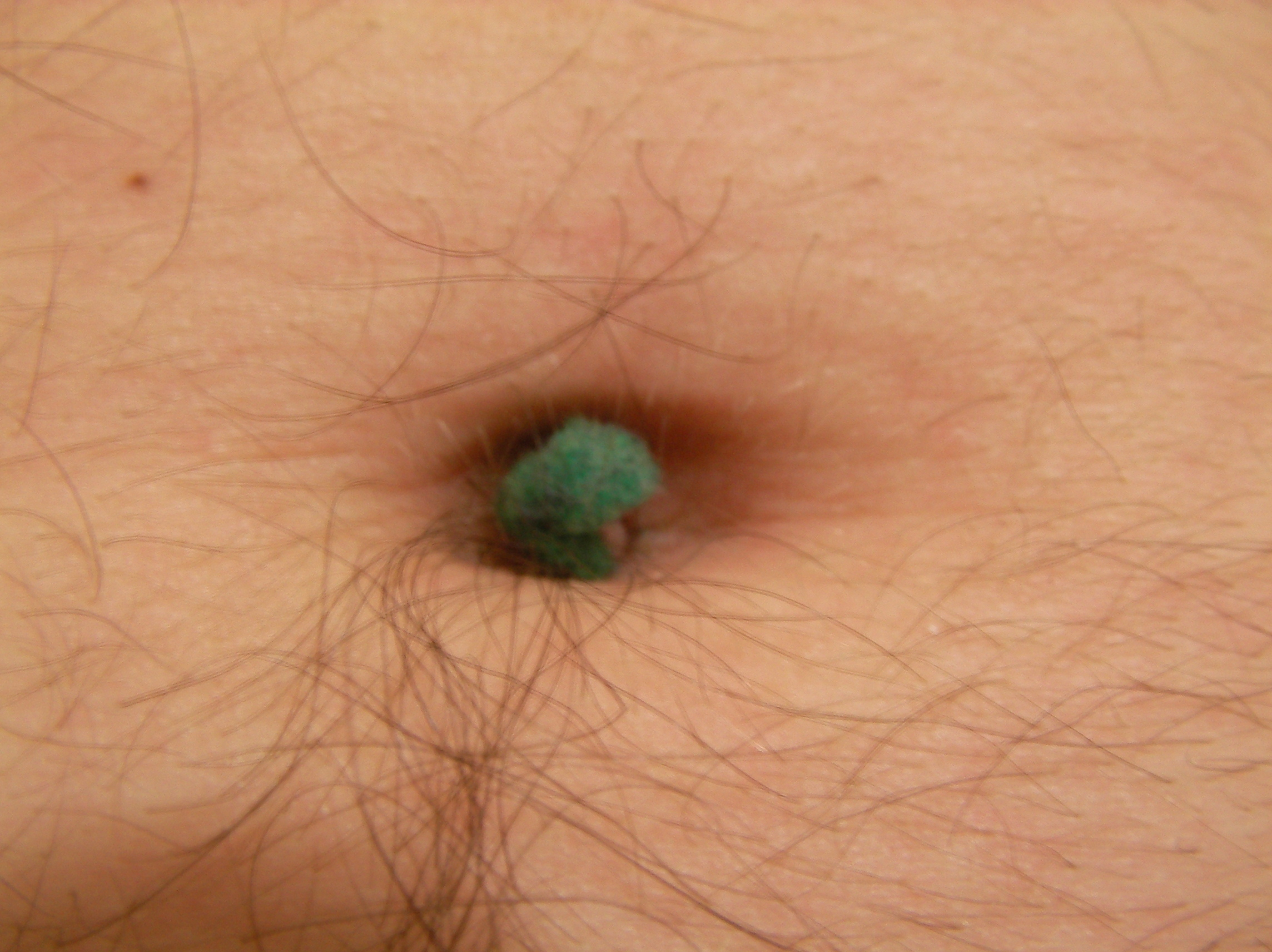
Un melic amb pelussa

El borrissol del melic o pelussa del melic o llombrígol és l'acumulació de fibres tèxtils al melic.
Molta gent descobreix que, al començament i al final del dia, els ha aparegut una bola de pelussa al melic. El causant ha sigut objecte de conjectures durant molts anys. El 2001, el doctor Karl Kruszelnicki, de la Universitat de Sydney (Austràlia), va fer una enquesta sistemàtica per obtenir dades sobre la pelussa del melic. Els seus descobriments van ser:
- La pelussa del melic està formada principalment per fibres de la roba, mesclades amb pell i una mica de pelussa.
- La pelussa es desplaça de baix a dalt i no a l'inrevés, com fóra més lògic pensar. El procés migratori és el resultat de la fricció del borrissol corporal amb la roba interior, que arrossega les fibres cap al melic.
- Les dones presenten menys aquest fenomen perquè el seu borrissol corporal és més fi i curt. Per això mateix, els homes més grans, que tenen el borrissol més aspre i nombrós, acumulen una quantitat més gran de pelussa.
- La coloració blava és causada per la presència de fibres blaves en una gran part de la roba interior d'ús més freqüent.
- La presència de borrissol al melic no implica cap mena de risc per a la salut.

La dedicació del doctor Kruszelnicki per resoldre el misteri de la pelussa del melic li va fer guanyar, l'any 2002, el premi Ig Nobel a la investigació interdisciplinària.
Graham Barker, de Perth (Austràlia), consta al llibre Guinness dels rècords com la persona que ha acumulat més borrissol al melic. Va estar col·leccionant el seu borrissol gairebé tots els dies des del 17 de gener del 1984, i el seu melic en produeix prop de 3,03 mg cada dia. El seu borrissol tendeix a ser rogenc, tot i que no porta roba vermella gaire sovint, cosa que contradiu parcialment les conclusions de l'estudi de Kruszelnicki.